# Baltasar Lobo
Baltasar Lobo (Cerecinos de Campos (Zamora), 22 februari 1910 – Parijs, 3 september 1993) was een Spaanse tekenaar en beeldhouwer.

## Leven en werk

### Spanje
Lobo groeide op in een familie, waar de grootvader steenhouwer en de vader houtsnijder was. In 1922 ging hij in de leer in het atelier van de beeldhouwer Ramon Núñez in Valladolid, waar hij houten processiebeelden maakte van heiligen. Ook bezocht hij de Esculea de Artes y Oficios. Dankzij een beurs kon hij zich in 1927 inschrijven voor studie aan de kunstacademie, de Escuela de Bellas Artes de San Fernando in Madrid, waar hij zich bekwaamde in het beeldhouwen en taille directe. Hij hield het er amper drie maanden uit en werkte overdags, met hulp van zijn vader die zich bij hem voegde, aan reliëfs en dergelijke op begraafplaatsen. In de avonduren volgde hij een kunstnijverheidsopleiding en specialiseerde hij zich in steen- en houtbewerking en taille directe. Hij maakte kennis met het werk van de kunstenaars Pablo Picasso, Salvador Dalí, Joan Miró en Pablo Gargallo.
Na de Spaanse Burgeroorlog, waarin hij streed aan de zijde der republikeinen, vluchtte hij in 1939 voor het Franco regime (het Franquisme) naar Frankrijk.

### Parijs
In Parijs, waar zijn echtgenote Mercedes Comaposada Guillén (een van de oprichtsters van de feministische organisatie Mujeres Libres (1936-1939)) die eveneens Spanje was ontvlucht zich bij hem voegde, ondervonden zij steun van Picasso. Lobo kon zich vestigen in het door Naum Gabo verlaten atelier en hij werkte bij Henri Laurens. Met via hem verkregen marmer werkte hij gedurende enige jaren in zijn tuin. Zijn stijl veranderde door de invloed van kunstenaars als Constantin Brâncuşi, Jean Arp en Henry Moore en hij abstraheerde zijn figuratieve werken. De centrale thema's waren het vrouwelijk naakt, moederschap en moeder en kind. Inspiratie voor deze werken deed hij vooral op door gemaakte schetsen tijdens zijn vakanties in 1945 en 1946 aan de kust van La Ciotat, waar talrijke Spanjaarden werkten op de werven.
Lobo maakte naam en werd uitgenodigd voor deelname aan de Salon de Mai. Hij kreeg zijn eerste expositie in 1945 bij Galerie Vendôme in Parijs, in 1946 gevolgd door een tentoonstelling bij Galerie Drouin.
Lobo werd in Frankrijk in 1981 benoemd tot Officier des Arts et Lettres en in 1984 kreeg hij in Spanje de Premio Nacional de Artes Plásticas de España. Zijn werk wordt gerekend tot de kunststroming van de Nouvelle École de Paris.
Hij ligt begraven op de Cimetière de Montparnasse. Op zijn graf staat een van zijn eigen beelden.

## Belangrijke werken
- 1948 in Annecy het monument Aux espagnols morts pour la liberté
- 1953 in Caracas Maternité als zijn bijdrage aan de Ciudad Universitaria de Caracas, de campus van de Universiteit van Caracas (UCV) met werken van vele Venezolaanse en internationale kunstenaars, een werelderfgoed van de UNESCO sinds 2000
- 1983 in Zamora Hommage au poète León Felipe

## Museo Baltasar Lobo
In Zamora werd een museum ingericht, ter nagedachtenis aan Lobo, in de Iglesia de San Esteban. De nalatenschap van Lobo en diens familie wordt tentoongesteld. De collectie bestaat uit 18 tekeningen en 33 sculpturen uit de periode 1925 tot 1983, alsmede het archief van de kunstenaar.

## Fotogalerij

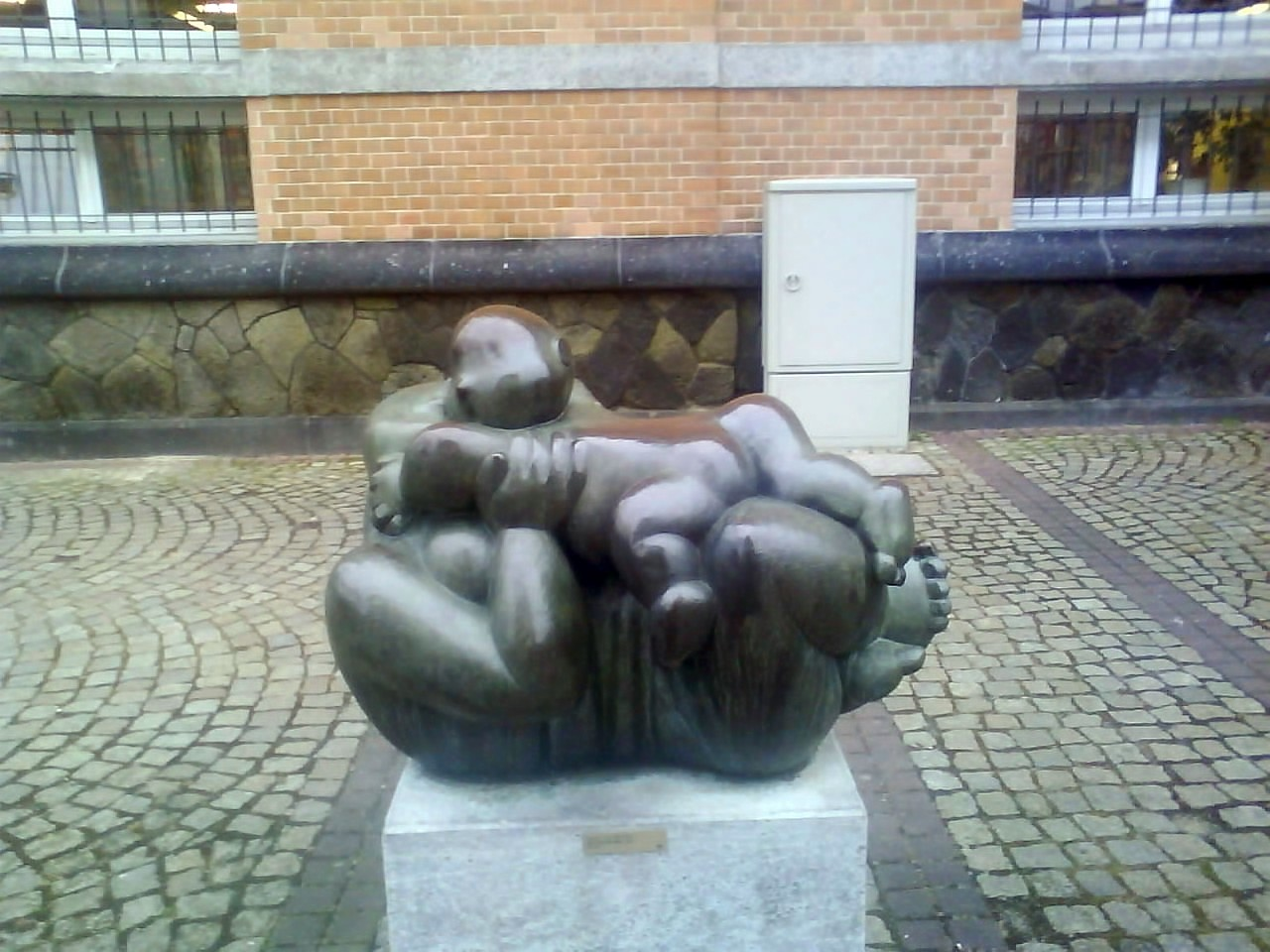
Madre y niño (1987), Offenbach
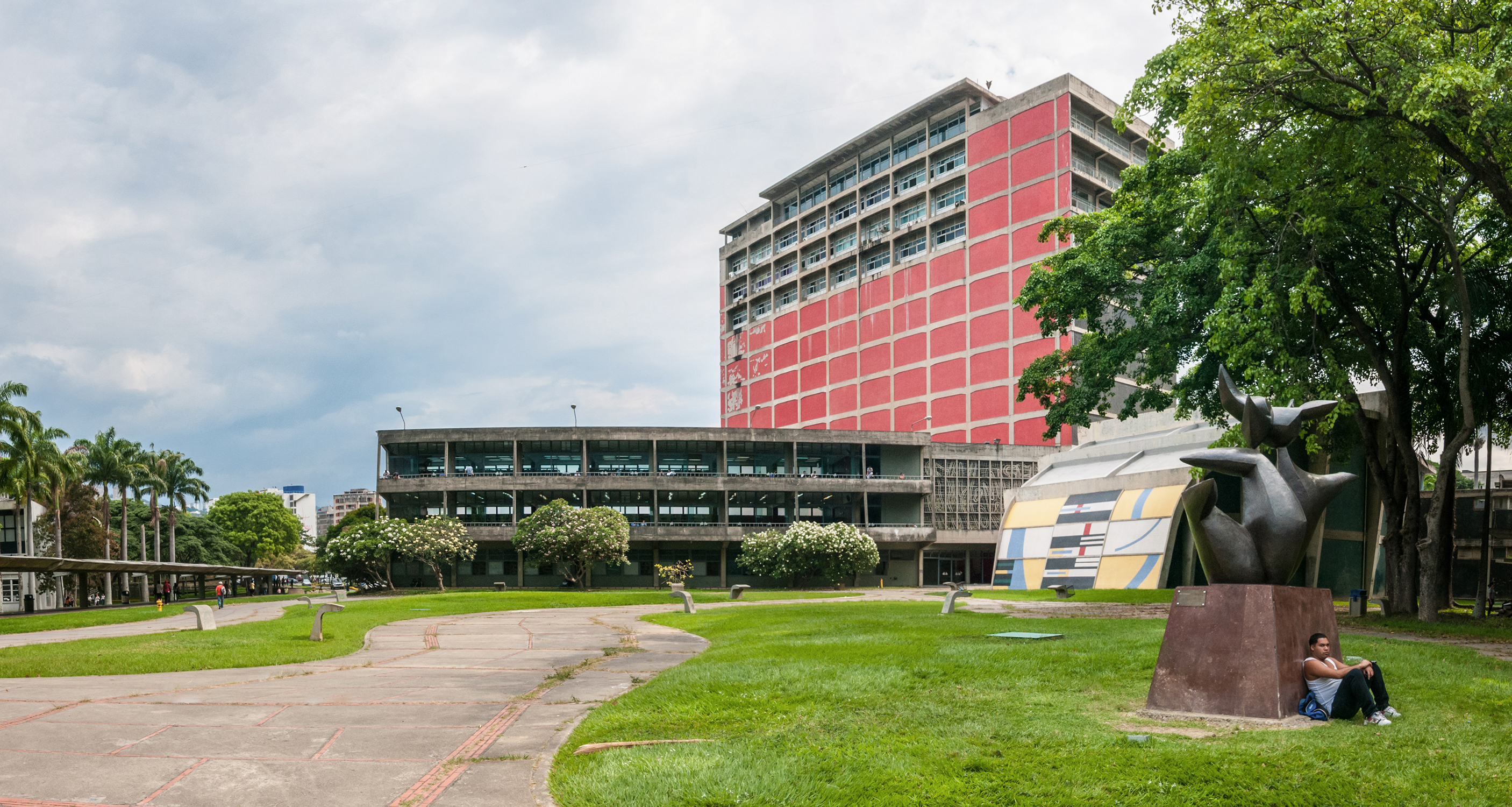
Maternidad (1953), Caracas
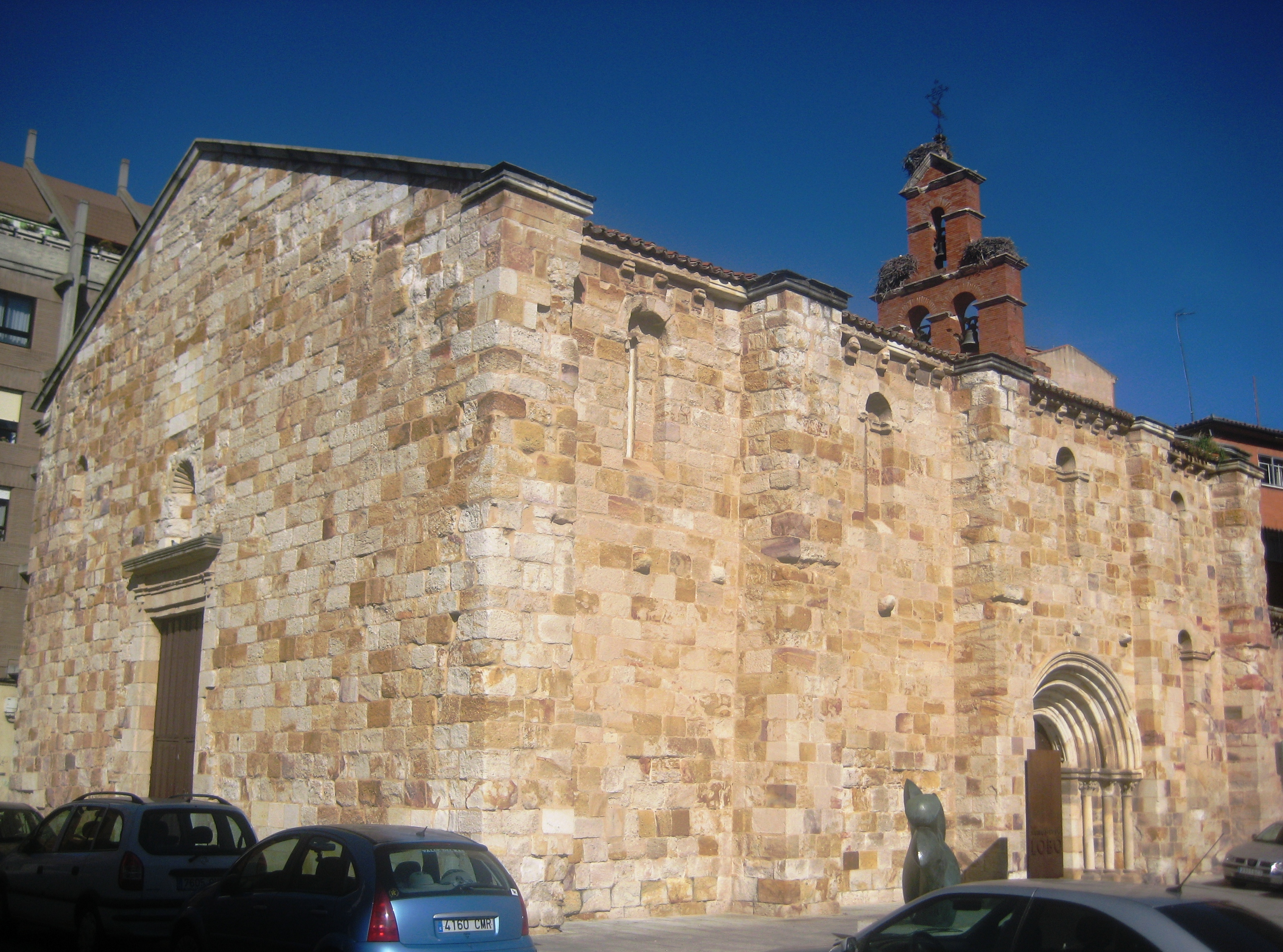
Museo Baltasar Lobo, Zamora

- Biblioteca Nacional de España: XX1100464
- Bibliothèque nationale de France: cb119600301 (data)
- Catàleg d'autoritats de noms i títols de Catalunya: 981058524475706706
- CiNii: DA11267206
- Gemeinsame Normdatei: 119224844
- International Standard Name Identifier: 0000 0000 8412 8773
- Library of Congress Control Number: n50050748
- Nationale Bibliotheek van Tsjechië: ola2014838528
- Nationale bibliotheek van Australië: 35309789
- Nationale en Universitaire bibliotheek Zagreb: 000439441
- Nederlandse Thesaurus van Auteursnamen: 070677980
- Réseau des bibliothèques de Suisse occidentale: 02-A003527150
- RKD-Nederlands Instituut voor Kunstgeschiedenis: 50490
- LIBRIS: 297278
- SNAC: w6w6747d
- Système universitaire de documentation: 027593940
- Union List of Artist Names: 500008184
- Virtual International Authority File: 115974194
- WorldCat: E39PBJcccWMgxWk9q7Jyy3j3cP